# 幸せが溢れたら
『幸せが溢れたら』（しあわせがあふれたら）は、indigo la Endのメジャー1枚目、通算2枚目のアルバム。2015年2月4日にunBORDEより発売された。

## 概要
・前作『あの街レコード』より、約1年ぶりとなるメジャー1stフルアルバム。シングル『瞳に映らない』『さよならベル』を含む全11曲を収録。
・今作は、昨年8月にサポートベーシストだった後鳥亮介が正式加入となり、新体制後初のフルアルバムとなる。そのため、サウンドはベースを中心とした、リズム隊のグルーヴを全面に押し出したアレンジがされている。また、バンド当初からのオリジナルメンバー、オオタユウスケが参加する最後のアルバムである。
・初回限定盤は、幸せが溢れるプライス(通常盤より670円安い)となっており、今アルバムと2ndシングル『さよならベル』W購入特典プレゼントキャンペーン応募専用シリアルコード②が封入されている。

## 収録曲
全作詞・作曲:川谷絵音、全編曲:indigo la End
1. ワンダーテンダー (3:19)
2. 瞳に映らない (3:43)
  - 1stシングル。
  - JAPAN COUNTDOWN2014年9月度エンディングテーマ。
3. 夜汽車は走る (4:13)
  - 今作のリードトラック。
4. 心ふたつ (5:49)
5. まなざしの予感 (0:58)
6. 実験前 (4:18)
7. ハートの大きさ (3:54)
8. 花をひとつかみ (3:22)
9. つぎの夜へ (4:58)
10. さよならベル (3:51)
  - 2ndシングル。
11. 幸せが溢れたら (5:06)
  - 今作の表題曲。

## 演奏
- 川谷絵音：Vocal & Guitar
- 長田カーティス：Guitar
- 後鳥亮介：Bass
- オオタユウスケ：Drums
- 佐々木みお：Chorus (#1.3.4.5.6.9.10.11)